# Werk Sebastiano

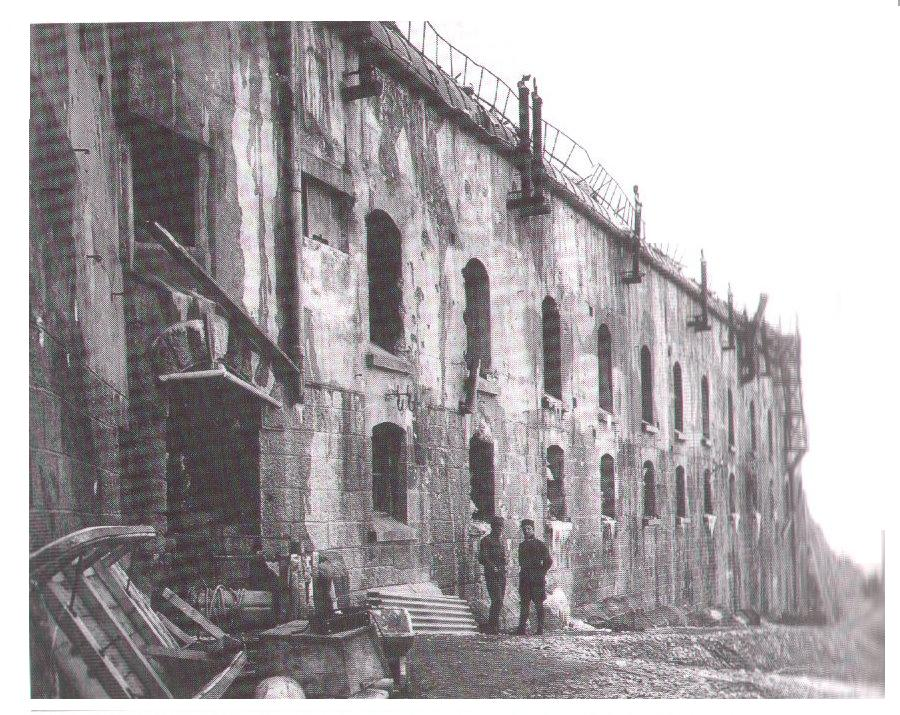
Die Kehlseite von Werk Sebastiano. Links der Eingang mit dem ausspringenden Winkel des Kehlkoffers (Aufnahmedatum unbekannt, evtl. 1915)

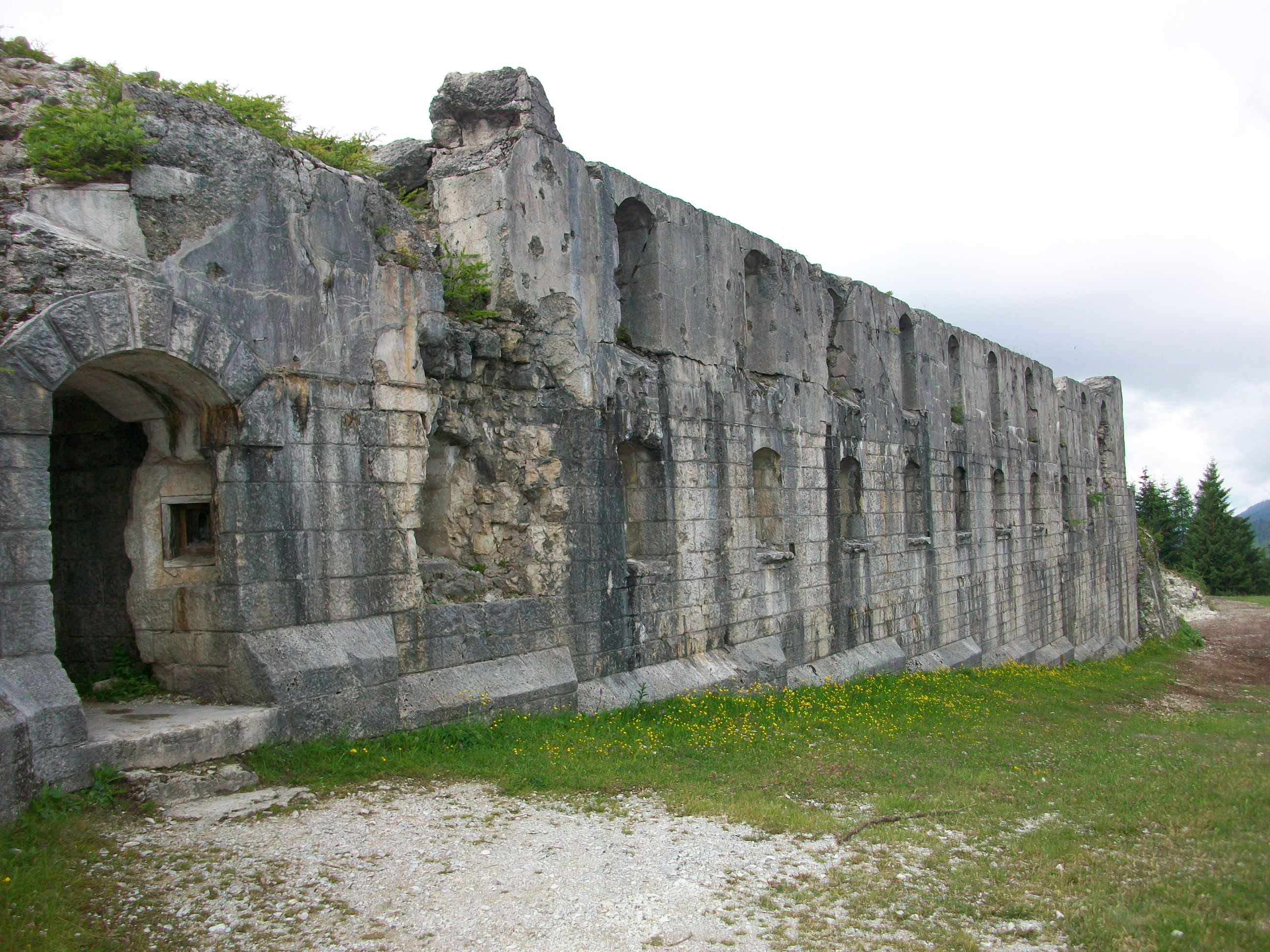
Werk Sebastiano heute – Kehlseite mit Blickrichtung auf den (verschwundenen) Traditor. Im Vergleich zum oberen Bild erkennt man an den Bögen der Fensteröffnungen, dass die Decke zur Stahlgewinnung weggesprengt wurde.

Das Werk Sebastiano (ital. Forte Dosso Cherle) war eines von insgesamt sieben Sperrwerken der österreichischen Festungswerke an der Grenze zu Italien. Es gehörte zur Sperrgruppe auf der Hochfläche von Lavarone-Folgaria und sicherte hier mit den übrigen die Reichsgrenze gegen einen Durchbruch über die südlich angrenzende Hochfläche der Sieben Gemeinden. Die im Jahre 1909 begonnene Bauplanung lag bei Oberleutnant E. Luschinsky. Erster Kommandant wurde der Hauptmann Proksch. Die veranschlagten Baukosten lagen bei 1.600.000 Kronen, summierten sich dann jedoch auf total 1.682.000 Kronen.

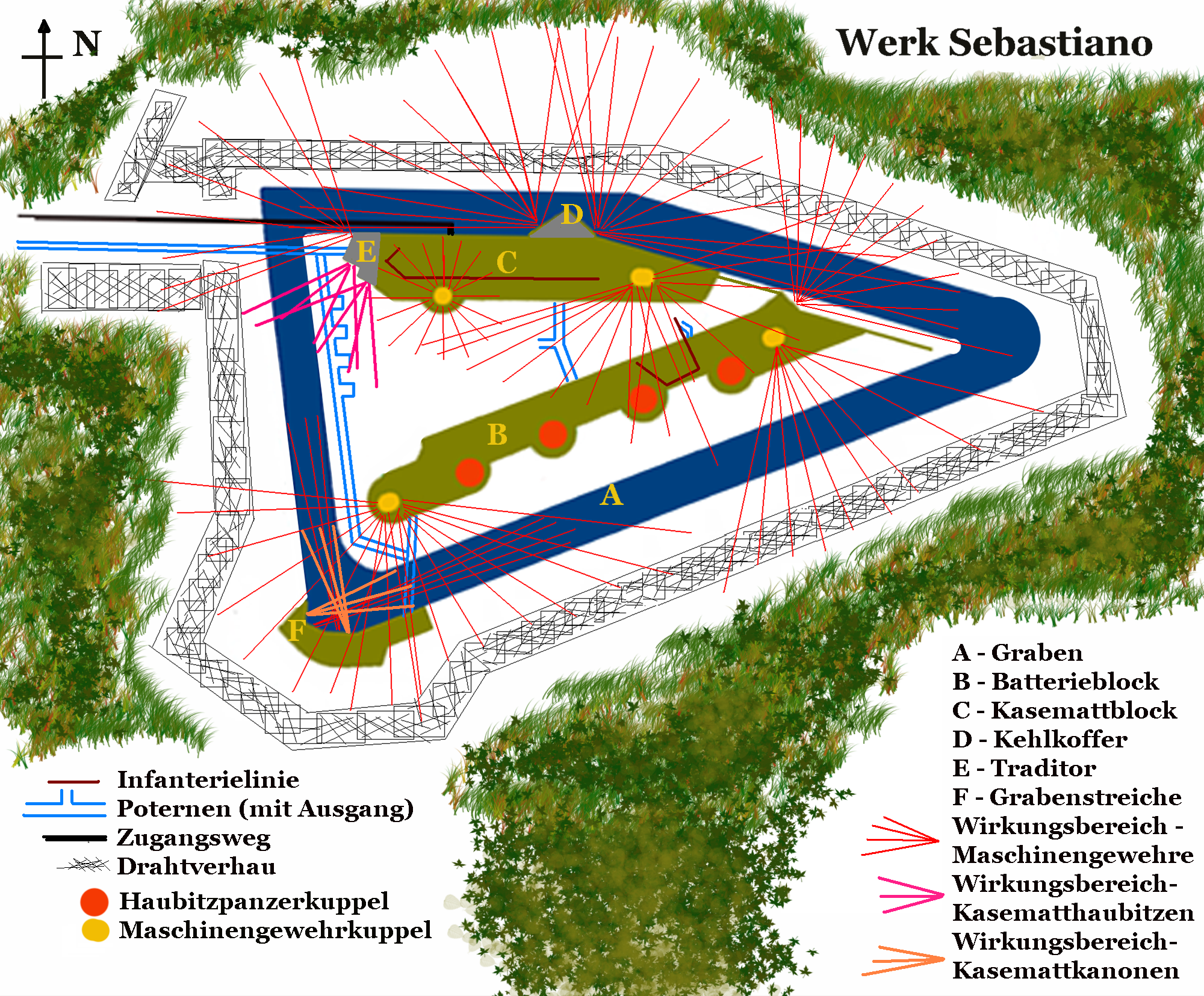
Plan des Werks Sebastiano

## Lage und Aufgabe
Es liegt auf einem Bergrücken südöstlich des Passo del Sommo in 1445 Metern Höhe und hatte die Aufgabe, die Straße vom Passo Tonezza del Cimone nach Folgaria abzuriegeln. Weiterhin deckte es nach rechts mit seinem Nachbarwerk Sommo das Valle Orsara und mit dem linken Nachbarn Werk Gschwent das Val d’ Astico mit der Straße von Arsiero auf die Hochfläche.
- Eigene Aktivitäten

Das Werk Sebastiano verfeuerte eine große Anzahl an Granaten auf die italienischen Linien. Vom 24. Mai 1915 (also dem Kriegsbeginn) bis zum 22. Mai 1916 (der Zeitpunkt als aus Anlass der Offensive die italienische Front außerhalb der Reichweite der Geschütze geriet) wurden 21.647 Granaten vom Kaliber 10 cm aus den Turmhaubitzen und den Kasematthaubitzen abgefeuert. In der Zeit vom 15. bis zum 18. Mai 1916 verschoss das Werk als Unterstützungsfeuer für die anlaufende Offensive 5.105 Granaten.

## Beschreibung
Erbaut wurde das Werk in den Jahren 1910 bis 1913 bereits nach den moderneren Erkenntnissen dergestalt, dass der Batterieblock und der Kasemattblock voneinander getrennt wurden, um die Beschusswirkung zu verringern. Der Abstand der Geschützpanzerkuppeln lag mittig bei 24 Metern (somit war der Abstand mehr als doppelt so groß wie bei dem nur um zwei Jahre älteren Werk Verle.) Beide Teile waren durch eine Poterne miteinander verbunden. Die Anlage war in Betonbauweise aufgeführt und bereits zum Teil in den gewachsenen Fels integriert. Die zwischen 2,5 und 2,8 Meter starke Decke war über den Kasematten mit I-Trägern bewehrt, die erst mit dem Kaliber 30,5 cm durchschlagen werden konnten. Die Stärke der I-Träger betrug im obersten Stockwerk NP 40 (40 cm hoch), in den Zwischendecken NP 26. Umgeben war das Werk von einem sechs Meter tiefen und zwischen acht und neun Meter breiten Graben. Rechts im ausspringenden Winkel des Frontgrabens befand sich eine Grabenstreiche, die ebenfalls durch eine Poterne mit dem Batterieblock verbunden war. Auf dem Batterieblock saßen vier Geschützpanzerkuppeln und zwei gepanzerte Maschinengewehrstände; im Kasemattblock eine gepanzerte Beobachtungskuppel, zwei gepanzerte Maschinengewehrstände und die Traditorenbatterie. Der Beton des Werksverdecks war mit verzinktem Blech überdeckt, um so Feuchtigkeit fernzuhalten.

### Kasemattblock
Der Kasemattblock bestand aus dem Erdgeschoss, dem Obergeschoss und dem Kampf- oder Batteriegeschoss
- Erdgeschoss

eine Werkstatt mit Materialdepot
ein Treibstoffdepot
ein Maschinenraum (Notstromaggregat)
ein Abort mit Vorraum
zwei Proviantdepots
ein defensibles Wachzimmer im Kehlkoffer
der Werkszugang
zwei Munitionsmagazine für Turmhaubitzen
ein Unterkunftsraum für Sappeure
ein Unterkunftsraum für 11 Mann
ein Unterkunftsraum für 24 Mann
ein Krankenrevier mit 11 Betten
ein Sanitätsbereich
eine Küche
ein allgemeines Depot
ein Brennmaterialdepot
ein Scheinwerferstand im Traditor
ein Zentralgang mit Zugang zur Poterne zum Batterieblock und einem Stiegenhaus
- Obergeschoss

ein Akkumulatorenraum
ein Abort mit Vorraum und Scheinwerferstand in der Kehle
zwei Lebensmitteldepots
der Kehlkoffer mit zwei Panzerkasematten für je zwei Maschinengewehre und einem 21-cm-Scheinwerfer zur Deckung der Kehle
ein Mannschaftsunterkunft für 24 Mann und einem Scheinwerferstand für einen 21-cm-Scheinwerfer
drei Mannschaftsunterkünfte für je 24 Mann
eine Unterkunft für den Kommandanten
eine Unterkunft für die übrigen Offiziere
eine Telefonzentrale
die optische Signalstation zum Monte Rust und Carbonare, ein Scheinwerferstand für einen 21-cm-Scheinwerfer, ein Notausgang mit Treppe zum Verdeck
ein Munitionsmagazin für 10-cm-Kasematthaubitzen (Traditorgeschütze)
die optische Signalstation zum Zwischenwerk Sommo
zwei Panzerkasematten für 10-cm-Kasematthaubitzen M12 im Traditor
eine Panzerkasematte für zwei Maschinengewehre (im Traditor – Schussrichtung auf die Werkstraße)
ein Stiegenhaus
- Batteriegeschoss

eine drehbare Beobachtungspanzerkuppel mit Adaptionsmöglichkeit für ein Maschinengewehr
eine fixe Maschinengewehrpanzerkuppel mit zwei Ausschussöffnungen für je ein Maschinengewehr
zwischen den beiden MG-Kuppeln lag ein langer Gang, der gleichzeitig als Bereitschaftsraum diente
ein Scheinwerferstand (sog. Hangard)
ein Stiegenhaus
Auf dem Werksverdeck befand sich eine betonierte Mauer, die sogenannte Infanterielinie zur Nahverteidigung. Sie war durch den Notausgang vom Obergeschoss her über eine eiserne Außentreppe zu erreichen.

### Batterieblock
Der Batterieblock war einstöckig und verfügte über:
eine optische Signalstation zu den Werken Lusern und Gschwent, außerdem einen Scheinwerferstand für einen 21-cm-Scheinwerfer
eine Panzerkasematte für zwei Maschinengewehre zur Deckung des nördlichen und nordöstlichen Zwischenraums
einen Ausgang zu der zwischen den Haubitzpanzerkuppeln Nr. III und Nr. IV auf dem Verdeck angelegten Infanteriestellung
zwei fixe Panzerkuppeln mit je zwei Ausschussöffnungen für je ein Maschinengewehr
vier Haubitzpanzerkuppeln mit je einer 10-cm-Turmhaubitze M.9 in Depressionslafette
zwei Depoträume
die Poterne zur Grabenstreiche
die Poterne vom Kasemattblock
ein Ausgang auf das Verdeck mit einem Stand für einen Scheinwerfer
vier Munitionsmagazine unter den Geschützbrunnen der Haubitzen und mit diesen durch Munitionsaufzüge verbunden.

### Grabenstreiche (auch Kontereskarpenkoffer)

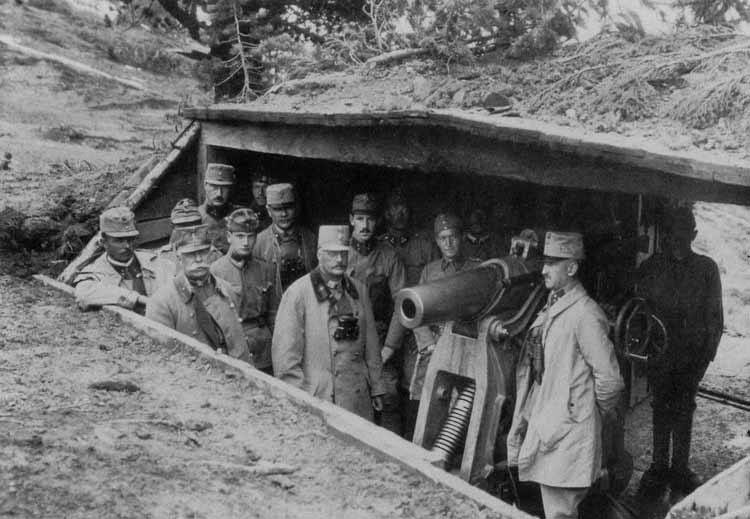
10-cm-Kasematthaubitze M 12 wie in Sebastiano vorhanden, in Feldstellung

Zweistöckig in der Außenwand der südlichen Grabenspitze, bewaffnet mit:
zwei Maschinengewehren in einer doppelten Panzerkasematte
zwei 6-cm-Kasemattkanonen in einer doppelten Panzerkasematte

## Bewaffnung
4 × 10-cm-Turmhaubitzen M.9
2 × Kasemattkanonen 6 cm M.10 in der Grabenstreiche
2 × Kasematthaubitzen 10 cm M.12 im Traditor
1 × Panzerkasematten mit zwei Maschinengewehren in der Grabenstreiche
2 × Panzerkasematten mit je zwei Maschinengewehren im Kehlkoffer
1 × Panzerkasematte mit zwei Maschinengewehren im Traditor
2 × fixe Panzerkuppeln mit je zwei Maschinengewehren auf dem Batterieblock
1 × fixe Panzerkuppel mit zwei Maschinengewehren auf dem Kasemattblock
1 × drehbare Beobachtungskuppel mit einem Maschinengewehr auf dem Kasemattblock
1 × Panzerkasematte mit zwei Maschinengewehren in der Nordostflanke des Batterieblocks
Diese Anlage verfügte als einzige in der Traditorenbatterie des Kasemattblocks über zwei Kasematthaubitzen 10 cm M.12, alle anderen Werke besaßen hier nur 8-cm-Kanonen M.9.
Insgesamt gehörten 17 Maschinengewehre M 07/12, zwei 35-Zentimeter- und sechs 21-Zentimeter-Scheinwerfer zur Ausstattung.

## Besatzung
Die Besatzung sollte normierungsmäßig aus fünf Offizieren und 128 Mannschaften bestehen. Die dann tatsächliche Besatzung hatte jedoch eine Stärke von drei Offizieren und 236 Mannschaften und bestand zeitweilig aus bis zu 400 Mann, die auch die am Fort eingesetzten Landsturmarbeiter im Inneren Schutz suchten.
Die Notbesatzung für alle Werke bestand zuerst aus einem Detachement des k.k. Landesschützen-Regiments Bozen Nr. II, der 2. Kompanie des Festungsartilleriebataillons Nr. 1 aus Tenna (Bataillonskommandant Oberstleutnant Ludwig Pengov) und der 1.–4. Kompanie des Festungsartilleriebataillons Nr. 8 aus Haidenschaft und Wippach (Bataillonskommandant Oberst Alfred Langer).

## Kriegsgeschehen
Da das Werk nicht im Angriffsabschnitt der Italiener lag, (wie bei allen Werken der Gruppe Vielgreuth/Folgaria erfolgten auch hier keine infanteristischen Angriffe) wurde es bei weitem nicht so intensiv beschossen wie die dortigen Werke Verle, Lusern, Gschwent und der Posten Vezzena.
Artilleristisch bekämpft wurde es lediglich von einer 28-cm-Haubitzbatterie am Monte Campomolon und zwei weiteren im Hof des unfertigen Forte Campomolon stehenden 28-cm-Haubitzen. Die Anzahl der gesamten auf das Werk abgefeuerten 28-cm-Granaten dürfte etwa bei 3.400 gelegen haben. Dazu kommen noch etwa 10.000 Schuss vom Kaliber 14,9 cm einer Feldartilleriebatterie auf dem Monte Toraro, die auf die Werkstraße und auf die 20 cm starken Stirnpanzer der Kasematthaubitzen in der Traditorenbatterie feuerte. Diese wurden mehrfach getroffen; da man jedoch keine panzerbrechende Munition zur Verfügung hatte, wurden sie nicht durchschlagen. Über Gefallene innerhalb des Werkes ist nichts bekannt.
- Trefferlage

Am 17. August 1915 schlug eine 28-cm-Granate in den Vorpanzer des drehbaren Beobachtungsstandes auf dem Kasemattblock. Der Vorpanzer wurde deformiert, die Kuppel ließ sich nicht mehr bewegen. Der Schaden konnte nicht mehr behoben werden.
Am 18. August wurden die Vorpanzer von zwei Turmhaubitzen durchschlagen. Dies führte zum kurzzeitigen Ausfall der beiden Haubitzen.
Am 24. August drang eine Granate durch die Betondecke und explodierte in Höhe des Geschützbrunnens von Turmhaubitze Nr. IV. Durch das vorherige Ausbetoniern der Ringgalerie in diesem, fiel das Geschütz zwar zunächst aus, konnte aber wieder repariert werden.
Am 26. August 1915 blieb eine weitere Granate vom Kaliber 28 cm als Blindgänger in der Kuppel der Turmhaubitze Nr. II stecken. Sie drang 19 cm in den Stahl ein, ohne jedoch irgendwelchen Schaden anzurichten.
Die Frontmauer des Kasemattblocks wurde während der Beschießung im August 1915 vor dem Munitionsmagazin neben dem Traditor an gleicher Stelle mehrfach getroffen und letztendlich aufgerissen. Das betroffene Magazin war jedoch bereits vorher geräumt worden, sodass kein weiterer Schaden entstand.
Auf der Betondecke des Werks wurden keine gravierenden Beschädigungen hervorgerufen, insbesondere hier laufend erfolgreich Ausbesserungsarbeiten durchgeführt werden konnten.

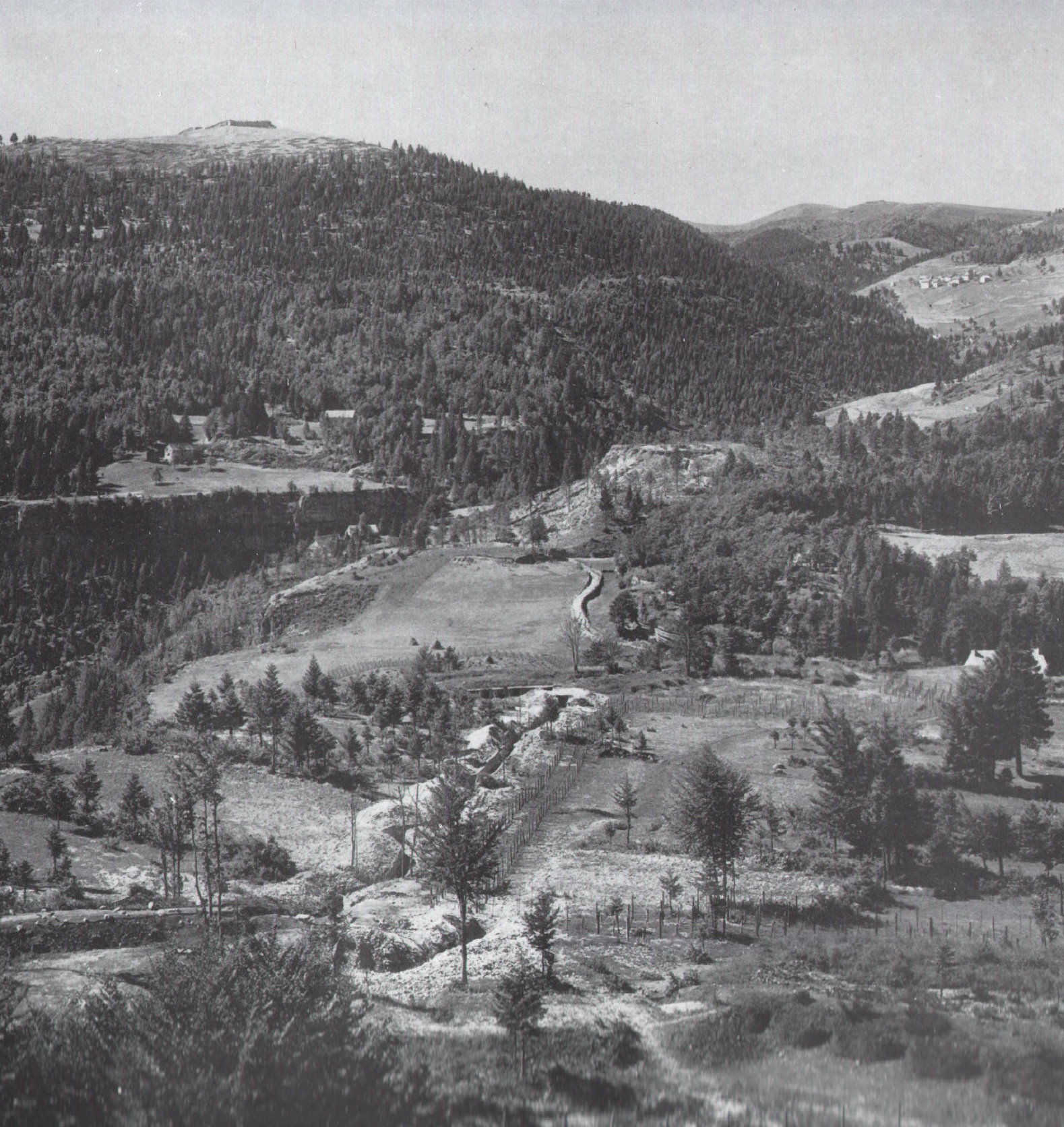
Sebastiano bei Kriegsbeginn

## Weitere Verbesserungsarbeiten
Nach den Erfahrungen, die man bei der Beschießung insbesondere der Werke Verle und Lusern gemacht hatte (durch das ständige Feuer mit mittleren Kalibern auf die Zugangsstraßen waren diese unpassierbar geworden), begann man auch bei Sebastiano im Juni 1915 mit dem Bau einer unterirdischen Zugangspoterne, die vom Traditor ausgehend 120 Meter lang parallel zur Werkstraße führte und am 11. Oktober 1915 fertiggestellt war. Außerdem legte man unterhalb des Komplexes Felskavernen an, um der Besatzung bei etwaigem Beschuss mit 30,5-cm-Granaten sichere Deckung zu bieten und bohrte einen weiteren Gang durch den gewachsenen Fels zur Grabenstreiche.
Bis zum 17. Dezember 1915 hatte man außerhalb der eigentlichen Anlage Ersatzbettungen für die Turmhaubitzen hergerichtet, diese wurden jedoch, auf Grund der sich ab Juni 1916 veränderten Lage nicht mehr benötigt. Das Werk wurde bis zum Kriegsende in einsatzbereitem Zustand gehalten.

## Heutiger Zustand
Während des Stahlembargos durch den Völkerbund gegen Italien anlässlich dessen Krieges gegen Abessinien wurden in den 1930er-Jahren die Panzerkuppeln zerlegt und der verbaute Stahl herausgesprengt. Dadurch brach der Kasemattblock in sich zusammen. Auch der Batterieblock ist völlig demoliert und zeigt sich nur noch als Schutthaufen. Ab dem Jahre 1990 wurden umfangreiche Aufräumarbeiten durchgeführt. Die Anlage ist in Teilen begehbar.